# Kościół św. Bartłomieja w Skrzynce
Kościół św. Bartłomieja w Skrzynce – zabytkowy kościół we wsi Skrzynka.
Kościół filialny parafii w Trzebieszowicach z XVIII w.